# عبد الرحمن محمد الباكر
عبد الرحمن الباكر (1917 -1971) هو نقابي وسياسي بحريني ولد في المنامة ومؤسس صندوق التعويضات التعاوني البحريني، وأحد المؤسسين لهيئة الاتحاد الوطني أول كيان سياسي بحريني شعبي منظم يعارض الاستعمار البريطاني في البحرين ويطالب بالمشاركة الشعبية في الحكم وكان من أهم مطلبها هو عمل إصلاحات سياسية في الجهاز الإداري والجهاز القضائي وبانتخاب مجلس شعبي تمثيلي. الف كتابا يحكي سيرته «من البحرين إلى المنفى.. سانت هيلانه»

## من هو
اسمه الكامل عبد الرحمن محمد إبراهيم صالح الباكر
ولد الباكر في فريق الفاضل بالمنامة سنة 1917 ميلادية بعد أن انتقلت عائلته من قطر إلى البحرين بغرض التجارة.

## أهم الاحداث في حياته
في عام 1933 رجع مع عائلته من البحرين إلى وطنه قطر بسبب نكسة مالية أصابت عائلته أفقدتها كل ما تملك في البحرين. انتقل بعدها إلى دبي وامتهن تجارة اللؤلؤ.
سافر إلى شرق أفريقيا للتجارة سنة 1934 واستقر في زنجبار. ثم انتقل إلى منطقة مطرح في عمان. ثم ذهب لقطر نزولاً عند رغبة والده.
رجع للبحرين عام 1936 وعمل في شركة نفط البحرين.
أسس نادياً أدبياً رياضياً في منطقة شركة النفط وقد لعب هذا النادي دوراً فعالاً فيما بعد ونظم الحركة العمالية في عام 1938.
ذهب إلى قطر بعد وفاة أخوه لمواساة عائلته هناك والبقاء معهم، وعمل كمترجم في شركة نفط قطر حتى عطلت الشركة أعمالها في عام 1941 بسبب الحرب.
انتقل لدبي ليعمل مع والده هناك، ثم انتقل إلى ممباسا بشرق أفريقيا حتى يعمل بالتجارة.
عاد من شرق أفريقيا إلى البحرين في منتصف العام 1948 م بعد أن قضى حقبة من الزمن في التجارة.
أسس مع مجموعة من المثقفين داراً للصحافة سميت «دار صوت البحرين» وأصدروا من خلالها مجلة باسم «صوت البحرين».
انتقل إلى قطر مرة أخرى حيث أسس مع مجموعة من أصدقائه شركة المقاولات القطرية سنة 1949 م.
عاد إلى البحرين سنة 1952 واستمر في مزاولة نشاطاته الصحفية، وعمل على إنشاء نقابة عمالية للمحافظة على حقوق العمال، إضافة لعمله السياسي ضد الاستعمار البريطاني.
وقف ضد الإجراءات المستمرة من قبل الحكومة والمستشار البريطاني لحجب الرأي وتقييد الكلمة، لكنه اضطر لإغلاق مجلة صوت البحرين في نهاية الأمر.
سافر إلى لبنان مجبراً وذلك بضغط من الحكومة والمستشار البريطاني بسبب أعماله السياسية ضد الاستعمار.

## عودته للبحرين
عاد إلى البحرين بعد عدة أشهر وأسس صندوق التعويضات التعاوني وكان بمثابة شركة تأمين تعاونية لأصحاب السيارات، لكن ذلك تسبب في غضب المستشار البريطاني الذي عمل على مضايقة الباكر ليبتعد عن هذا المشروع.
سحب جواز سفره وألغيت جنسيته البحرينية باتفاق بين المستشار البريطاني والحكومة البحرينيه يومئذ بحجة أنه وعائلته من قطر.

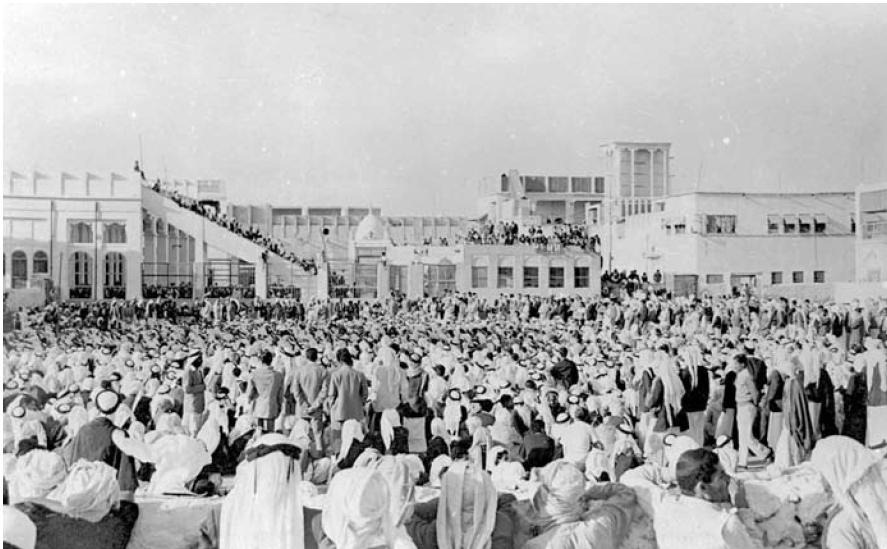
هيئة الاتحاد الوطني

رأى عبد الرحمن الباكر أن الاستعمار يعمل على بث الفرقة الطائفية ويهدد الوحدة الوطنية، فبادر مع مجموعة من المناضلين بالعمل على حماية الوحدة الوطنية، وتكلل عملهم في الإعلان عن أول كيان سياسي وطني في البحرين عرف باسم «هيئة الاتحاد الوطني» واختير الباكر أميناً عاماً للهيئة.

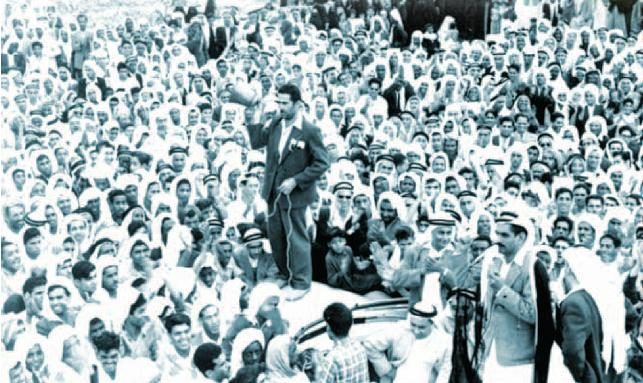
تجمع هيئة الاتحاد الوطني

عملت أجهزة الحكومة مع قوات الاحتلال البريطاني على إجهاض أعمال «هيئة الاتحاد الوطني» بعد أن ضاقوا بها ذرعاً، فقاموا بقمع قادة الهيئة ونفي بعضهم وسجن الآخر وذلك في عام 1956.

## المنفى
نتيجة لدعوة هيئة الاتحاد الوطني إلى اضطرابات وتظاهرات احتجاجا على العدوان الثلاثي ضد مصر بعد تأميم قناة السويس، ما أدى إلى اضطرابات وشغب في البحرين وفي نوفمبر من عام 1956م امرت حكومة البحرين باعتقال أبرز قادة الهيئة وحوكموا وحكم عليهم بالسجن 14 عاماً في جزيرة سانت هيلانة. نفي عبد الرحمن الباكر في سجن جزيرة «سانت هيلانه» الواقعة في جنوب المحيط الأطلسي وهو منفى نابليون السابق.
كان لاعتقاله بهذه الطريقة ردود فعل بريطانية تمثلت بانتقاد الصحف البريطانية لطريقة الاعتقال وتحرك المحامي شريدان وشركاه للدفاع عنه حتى تمت تبرئته من التهم، لكنه نصح بعدم العودة إلى البحرين.
أفرج عن عبد الرحمن الباكر من سجن المنفى سنة 1961 ومن ثم توجه إلى بريطانيا وانتقل بعدها إلى بيروت.

## وفاته
توفي عبد الرحمن الباكر في بيروت بلبنان بتاريخ 8/7/1971 حيث نقل جواً بواسطة طيران الشرق الأوسط حيث نزل جثمانه في البحرين (ترانزيت) ونقل مباشرة لقطر ودفن في مقبرة المطار القديم بالدوحة.

## أبناؤه
خلف الباكر من الذرية ولدان هما الدكتور عبد الله الذي توفي إثر مرض أصابه، والمهندس إبراهيم وابنتان، يعيش أبناءه في قطر.